# Lijst van weg- en veldkruisen in Beek (Limburg)
Dit is een onvolledige lijst van weg- en veldkruisen in de gemeente Beek. Onder kruisen wordt verstaan: alle weg-, veld- en hagelkruisen e.d. De kruisen op kerkhoven of op gevels en daken van gebouwen zijn buiten beschouwing gelaten.
Bij enkele kruisen staat het huisnummer aangegeven van de woning die erbij ligt.
| Adres                                              | Plaats          | Plaatsingsjaar | Soort kruis | Extra informatie                                                                                                   | Foto |
| -------------------------------------------------- | --------------- | -------------- | ----------- | --- | ---- |
| Aan het Beekerkruis-Op de Windhaspel               | Beek            |                |             | |      |
| Adsteeg-Beekerveld                                 | Beek            | 1917           |             | |      |
| Bosserveldlaan-Hoolstraat                          | Beek            |                |             | |      |
| Bourgognestraat-Hoolstraat                         | Beek            |                |             | |      |
| Burgemeester Janssenstraat-Raadhuisstraat          | Beek            | 1859           |             | |      |
| Cijnsberg-Eykgraaf                                 | Beek            |                |             | |      |
| Doctor Schaepmanlaan-Veldekelaan                   | Beek            | 1980           |             | |      |
| Geverikerstraat                                    | Beek            |                |             | De sokkel van het kruis is een oude molensteen                                                                     |      |
| Geverikerstraat-Groeneweg                          | Beek            |                |             | |      |
| Groeneweg                                          | Beek            |                |             | |      |
| Heirstraat-Nieuwstraat                             | Beek            |                |             | Het kruis werd gemaakt door Zr. Theresa van der Heijden                                                            |      |
| Julianalaan-Stationsstraat                         | Beek            |                |             | |      |
| Oranjesingel-Meenkuil                              | Beek            |                |             | |      |
| Adsteeg-Kleingenhouterstraat                       | Genhout         |                |             | |      |
| Eykgraaf-Putbroekerweg                             | Genhout         | 1896           |             | |      |
| Grootgenhouterstraat-Bullerweg                     | Genhout         |                |             | |      |
| Grootgenhouterstraat-Webrig                        | Genhout         |                |             | |      |
| Hubertusstraat-Printhagen                          | Genhout         | 1930           |             | |      |
| Kleingenhouterstraat-Putbroekerweg                 | Genhout         | 1986           |             | |      |
| Printhagen-Grootgenhouterstraat-Valkenbergsweg     | Genhout         | 1930           |             | |      |
| Printhagenstraat-Nieuweweg-Veldweg door de Gewande | Genhout         | 2011           |             | Het kruis stond oorspronkelijk als grafkruis op het zusterkerkhof van Vaals                                        |      |
| Putbroekerweg-Manegeweg                            | Genhout         | 2011           |             | |      |
| Kapelstraat-Kelmonderstraat                        | Geverik         |                |             | |      |
| Holenweg-Schimmerterweg                            | Geverik-Kelmond |                |             | |      |
| Callixtusplein-Kerklaan                            | Neerbeek        |                |             | |      |
| De Kwakel-Vroenhofsteegweg                         | Neerbeek        |                |             | |      |
| Haardboomstraat-Prins Mauritslaan                  | Neerbeek        |                |             | |      |
| Herenhofstraat (bij nr. 8)                         | Neerbeek        |                |             | |      |
| Looiwinkelstraat-Spaubeekerstraat                  | Neerbeek        |                |             | |      |
| Burgemeester Eussenlaan-Schoolstraat               | Spaubeek        | 1952           |             | |      |
| Burgemeester Visschersstraat-Musschenberg          | Spaubeek        |                |             | |      |
| Dorpstraat (bij nr. 71)                            | Spaubeek        | 1888           |             | |      |
| Dorpstraat (bij nr. 128)                           | Spaubeek        |                |             | |      |
| Dorpstraat-Hoogvelderweg                           | Spaubeek        | 2010           |             | Opschrift: "Ich zal uch neet vergaete" Het kruis stond oorspronkelijk als grafkruis op het zusterkerkhof van Vaals |      |
| Heggerweg (bij nr. 6)                              | Spaubeek        |                |             | |      |
| Heggerweg (bij nr. 9)                              | Spaubeek        |                |             | |      |
| Heggerweg-Kupstraat                                | Spaubeek        |                |             | |      |
| Hobbelrade (bij nr. 81)                            | Spaubeek        |                |             | |      |
| Musschenberg-Spaubeeker Groenesteeg                | Spaubeek        |                |             | |      |
| Op het Broek                                       | Spaubeek        |                |             | |      |
| Op het Veldje                                      | Spaubeek        |                |             | |      |
| Op het Veldje-Soppestraat                          | Spaubeek        |                |             | |      |
| Sint Jansgeleen-Spaubeeklaan                       | Spaubeek        |                |             | |      |
| Zandstraat-afslag A76                              | Spaubeek        |                |             | Opschrift: "Gedraag uch in Gods naam"                                                                              |      |